# Teresa Mallada
María Teresa Mallada de Castro (Cabañaquinta, 14 de enero de 1973) es una ingeniera de minas y política española del Partido Popular de Asturias, del cual fue presidenta desde el 20 de octubre de 2020 hasta el 2 de noviembre de 2022. Ha sido presidenta de la empresa pública estatal Hunosa entre los años 2012 al 2018, de cuya plantilla fue prejubilada en 2019 a la edad de 46 años, y es profesora asociada de la Universidad de Oviedo. Fue la portavoz del Partido Popular en la Junta General del Principado desde el 24 de junio de 2019 hasta el 30 de diciembre de 2022.

## Biografía
Teresa Mallada es doctora e ingeniera de Minas por la Universidad de Oviedo. También cursó un máster oficial en Ingeniería Ambiental por la Universidad Alfonso X El Sabio, un máster oficial en Prevención de Riesgos Laborales por la Universidad Camilo José Cela y un máster oficial en Administración y Dirección de Empresas por la Universidad Europea.
Trabajó en la empresa pública minero-energética Hunosa, donde ha desempeñado diferentes puestos. Además de sus puestos en los departamentos de Medio Ambiente y de Ingeniería y Proyectos, María Teresa ha sido ingeniera auxiliar de los pozos Carrio y María Luisa, donde ejerció la máxima responsabilidad en la organización del trabajo de ambas explotaciones mineras. Fue también miembro del consejo de administración de Hunosa en representación de la Junta General.
Desde febrero de 2012 hasta julio de 2018, María Teresa Mallada fue presidenta de Hunosa, a propuesta de la entonces presidenta regional del PP de Asturias y candidata a la Presidencia de la comunidad autónoma en las elecciones a la Junta General del Principado de Asturias de 2012, Mercedes Fernández, quien había sido elegida para ambos cargos por la Junta Directiva Regional del partido apenas una semana antes del nombramiento de Mallada. La ingeniera allerana se convirtió así en la persona más joven y primera mujer en ocupar dicho cargo.
Fuera de Hunosa, María Teresa Mallada es profesora asociada del Departamento de Administración de Empresas de la Universidad de Oviedo. Fue, asimismo, consejera general de Liberbank y presidenta de la Sociedad Asturiana de Diversificación Minera (Sadim) y la Sociedad para el Desarrollo de las Comarcas Mineras (Sodeco).

## Trayectoria política

### Inicios
María Teresa Mallada fundó las Nuevas Generaciones del Partido Popular de Asturias en su concejo natal (Aller), siendo presidenta (2000-2011) y concejal (1999-2011) del PP en el municipio y vicesecretaria territorial del partido. 
En las elecciones a la Junta General del Principado de Asturias de 2011 ocupó el noveno puesto en la lista del Partido Popular por la circunscripción central. No conseguiría escaño.

### Candidata del PP y diputada en la Junta General (2019-2023)
En enero de 2019 fue designada directamente por el presidente nacional del PP, Pablo Casado, como candidata a la Presidencia del Gobierno de Asturias, tras el impulso dado a su nombre por sectores empresariales y energéticos. La candidatura de Mallada se impuso a la de Mercedes Fernández, que había sido reelegida en 2017. Tras las Elecciones al Principado de 2019, Mallada pasó a ser líder de la oposición en la XI Legislatura de la Junta General (2019-2023).

#### Resultados electorales en el 26-M
María Teresa Mallada de Castro obtuvo en las elecciones a la Junta General del Principado de Asturias de 2019 el peor resultado electoral de la historia del PP de Asturias. Logró solo 10 escaños de los 45 que constituyen el Parlamento regional y 93.147 votos (17,52%), casi 25.000 sufragios menos de los conseguidos cuatro años antes por la entonces candidata Mercedes Fernández (21,59%).
El importante retroceso electoral de Mallada de Castro se vio agravado por el notable aumento de apoyos obtenido por la FSA-PSOE, que pasó de 14 a 20 escaños y dobló en diputados y votos (187.462) a la candidata del Partido Popular. La aplicación del Sistema D'Hondt a estos resultados trajo como consecuencia que los socialistas obtuvieran los dos senadores de designación autonómica que elige el Parlamento asturiano, y que la segunda fuerza política de la Junta General del Principado, el PP, perdiese su representación en la Cámara Alta.
Por otra parte, los populares obtuvieron tan solo 8 alcaldías en Asturias, una menos que en los comicios de 2015, en las elecciones municipales de España de 2019, campaña dirigida también por Teresa Mallada.   

#### Abandono de sus cargos (2022)
El 2 de noviembre de 2022 Teresa Mallada anuncia su dimisión como presidenta Partido Popular de Asturias después de que Alberto Núñez Feijóo declarara que Mallada no será de nuevo cabeza de lista de la formación en las elecciones autonómicas de 2023. Le sustituye como presidente  de la formación Álvaro Queipo y se elige como candidato a Diego Canga. Así mismo, el 30 de diciembre de 2022 es destituida por su propio partido como Portavoz del Grupo Parlamentario Popular en la Junta General. Le sustituye Beatriz Polledo. Continúa siendo diputada del partido hasta el fin de la legislatura. No es incluida en las listas electorales del PP en las elecciones autonómicas de 2023, por lo que no revalidó su escaño.

#### Senadora (2023)
Mallada fue elegida en las elecciones generales del 2023 Senadora por Asturias, habiendo sido la segunda en las listas del Partido Popular. Tomó posesión del cargo el 17 de agosto de 2023.

## Polémicas

### Caso Hulla
Teresa Mallada estuvo imputada por la presunta comisión de un delito de prevaricación administrativa. Además, la Fiscalía Anticorrupción había solicitado al Tribunal Superior de Justicia de Asturias que ampliase la acusación a los delitos de prevaricación urbanística y tráfico de influencias. Los hechos investigados se remontan al período comprendido entre 2008 y 2010, cuando Mallada era portavoz del PP en el Ayuntamiento de Aller. La dirigente popular votó entonces a favor de la compra de unos terrenos al Ayuntamiento de Mieres y posteriormente apoyó la cesión gratuita de éstos al Montepío de la Minería, en contra de los informes de los técnicos municipales, para la construcción de un geriátrico con ánimo de lucro en la localidad allerana de Felechosa.
Finalmente, el caso fue sobreseído por el Tribunal Superior de Justicia de Asturias, al considerar que "no se puede concluir, ni siquiera de forma indiciaria, como requiere este momento procesal, que estemos ante acuerdos o resoluciones prevaricadoras, o lo que es lo mismo arbitrarias o injustas, pues tanto el acuerdo de compra de la finca 'Las Pedrosas' como el posterior acuerdo de su cesión gratuita al Montepío de la Minería, aun cuando fueron informadas desfavorablemente por la Interventora y la Secretaria Municipales, fueron tomados respondiendo a interpretaciones jurídicas discutibles pero defendibles".
La Fiscalía Anticorrupción consideró que "la patente grosería en la aprobación de tales acuerdos no habría obedecido más que a criterios de oportunidad política de todos los representantes públicos municipales. De hecho, varios de ellos lo han reconocido expresamente, por lo que antepusieron su voluntad a la Ley". Asimismo, Anticorrupción indicó que los concejales populares de entonces señalaron el "papel de liderazgo e iniciativa" de Teresa Mallada al ser portavoz del PP.
Esta actuación judicial se enmarca en el llamado 'caso Hulla', que investiga la corrupción del sector minero asturiano.

### Gastos de representación en Hunosa
Un informe de auditoría realizado por Hunosa durante la etapa de María Teresa Malada de Castro como presidenta de la empresa pública cuestionó parte de los gastos que realizó la actual portavoz del PP en la Junta General del Principado y recuerda que fiscalizaciones anteriores ya habían expresado dudas sobre la forma en la que la presidencia de la sociedad justificaba los desembolsos en actividades de representación.
El documento está fechado el 23 de diciembre de 2015. En él se siembran dudas por las facturas cargadas a la compañía en supermercados donde fueron adquiridos entre otros «yogures, ajos, chocolate, espárragos, salteado de pollo, canelones congelados, cachopo», entre otros productos. También hay recibos de marisco para llevar, facturas por «consumiciones consistentes únicamente en bebidas» o de restaurantes en los que no se concreta el número de comensales y el motivo de la comida.
El documento recuerda que una auditoría girada en 2014 sobre los «gastos de representación» ya había advertido de la necesidad de «justificar adecuadamente el motivo» de las comidas y ser más riguroso en el control de estos gastos. A la luz de ese trabajo, el responsable del chequeo que se realizó un año después concluye que «el cumplimiento formal de la recomendación incluida en el informe de auditoría de 2014 no ha traído consigo el cumplimiento de facto generalizado de los requisitos exigidos para la justificación de los gastos protocolarios».
El informe localiza también desembolsos en «bonito, vinagre, espárragos, yogures» y chicles, esmalte, infusiones, pósteres de cine, ropa para bebé, compras de ropa, camisetas e infusiones. Este tipo de gastos los enmarca luego dentro de lo que califica como facturas de «riesgo muy alto» de justificación, epígrafe en el que incluye 66 recibos por valor de 2.729 euros entre 2012 y 2015. En el mismo periodo hay 72 facturas de riesgo alto por importe de 9.348 euros.
Al auditor también le causa sorpresa los 7.088 euros dedicados a sufragar dos másteres a la presidenta, uno en modalidad 'online' en dirección de empresas, y otro de prevención de riesgos laborales. No son las únicas titulaciones que logró Mallada durante su etapa como presidenta de Hunosa, que se prolongó entre 2012 y 2018. Es un periodo en el que el sueldo reconocido fue de 161.607 euros, al menos para el curso 2017. El informe indica que hay atenciones que «correrían el riesgo de asemejarse mucho más a una retribución o liberalidad a favor del trabajador, por lo que debería entrar a formar parte de la base imponible» y practicársele la oportuna retención.
La Fiscalía del Principado de Asturias archivó finalmente la investigación sobre la gestión de estos gastos que la diputada del PP hizo en Hunosa durante los años en los que ejerció como presidenta de la hullera pública. El Ministerio público decretó el archivo de las diligencias de investigación incoadas tras la denuncia anónima que recibió en noviembre de 2018 contra la futura portavoz del grupo parlamentario del PP en la Junta General. Una denuncia a la que se sumó, posteriormente, una segunda interpuesta por el secretario general de Podemos Asturias, Daniel Ripa.

### Tesis doctoral
María Teresa Mallada se vio envuelta durante la campaña a las elecciones autonómicas de mayo de 2019 en otra polémica referida a su tesis doctoral, realizada en poco más de dos años y a la vez que desempeñaba la Presidencia de Hunosa. La dirigente popular aseguró entonces haber comunicado a la Brigada de Información de la Guardia Civil que estaba siendo víctima de escritos de contenido «injurioso» que ponían en cuestión la autoría de la tesis con la que obtuvo su doctorado en la Universidad de Oviedo, y anunció preventivamente querellas contra los medios o personas que se hiciesen eco de estos “anónimos y noticias falsas”.
La candidata popular se matriculó como estudiante de doctorado en la institución docente asturiana en septiembre de 2015 y presentó la tesis 'Propiedades tribológicas de líquidos iónicos basados en el anión NTf2' el 16 de marzo de 2018, según recoge la web de la propia Universidad. 
Como codirector de la tesis figura José Luis Viesca Rodríguez, que en 2015 era el director de la cátedra Hunosa, entidad subvencionada por la empresa minera y adscrita a la misma Universidad en la que Mallada obtuvo su doctorado siendo presidenta de la hullera.
Además, ocho meses antes de la lectura de la tesis, Viesca se incorporó al equipo de Hunosa como director de Energía y Desarrollo de Negocio e Innovación. 
Viesca fue cesado en 2018, días antes de que Mallada fuera destituida como presidenta de la hullera, y en febrero de 2019 pasó a formar parte del equipo de la campaña a las elecciones autonómicas de su exalumna como responsable de programa electoral.
Asimismo, fue número tres de la lista al Congreso de los Diputados en las elecciones generales de España abril y noviembre de 2019, no obteniendo escaño en la Cámara Baja en ninguna de las dos convocatorias.
José Luis Viesca había optado como candidato a la Secretaría General del PP de Asturias en el congreso regional celebrado en 2008 dentro de la candidatura encabezada por Juan Morales, que contó también con el apoyo de Teresa Mallada. La lista alternativa fue derrotada por escaso margen por la candidatura oficial del entonces presidente del partido, Ovidio Sánchez. Posteriormente, en 2009, este ingeniero de minas abandonó el PP y se incorporó a Independientes de Asturias (Ideas), organización política resultante de una escisión de los populares, con la que se presentó a la Alcaldía de Oviedo en 2011, no obteniendo siquiera el acta de concejal. Tras el descalabro electoral de Ideas, Viesca regresó al Partido Popular, siempre en la órbita de Teresa Mallada.

### Operación Pokemon
El nombre de la portavoz del Partido Popular en el Parlamento asturiano también fue mencionado en el marco de la investigación de la denominada Operación Pokémon o trama del agua, un escándalo de sobornos a políticos para que determinadas empresas consiguiesen concesiones de servicios en las administraciones públicas. La investigación se inició en Galicia y extendió sus tentáculos a Asturias, donde el principal implicado es Joaquín Fernández, expresidente del PP de San Martín del Rey Aurelio, ex vicesecretario de Comunicación del partido y empleado por María Teresa Mallada de Castro en la Fundación Laboral de Minusválidos Santa Bárbara (Fusba), propiedad de Hunosa, cuando la actual portavoz del PP desempeñaba la Presidencia de la hullera pública.
Así, la jueza Pilar de Lara, en el marco de la operación Pokemon, autorizó escuchas telefónicas para determinar el alcance de las gestiones de Joaquín Fernández, en su papel de presunto «abrelatas político», en nómina de un grupo de empresas para que les consiguiese contratos públicos en Asturias. En su trabajo, los agentes del Servicio de Vigilancia Aduanera registran varias conversaciones ajenas al objeto inicial de la investigación. Entre ellas, una llamada de la presidenta de Hunosa, Teresa Mallada, a Joaquín Fernández, el 29 de enero de 2013, en la que ambos, amigos personales, comentan la supresión de los fondos mineros y sus consecuencias políticas.
Según el resumen de la conversación elaborado por los agentes de Vigilancia Aduanera, Mallada también dice a su interlocutor «que la han amenazado los de Comisiones con sacar el tema de Joaquín (el propio Fernández) y el de Heidi (cuñada de Mallada y abogada, también contratada en Fusba) y ella les ha dicho que entonces la obligarían a sacar un listado con los familiares de ellos en Hunosa».
El resumen de los agentes continúa con la defensa que Mallada hace del contrato con Fernández: «Les explicó que, con respecto a la contratación de Joaquín, es porque tiene una ingeniería de labores comerciales y que es muy bueno, que los resultados los están viendo y los van a ver pronto» y que, «además, el contrato se hizo de forma legal, porque el valor no supera lo que exige la ley».

### Economatos de Hunosa
La venta de los economatos de Hunosa mientras Teresa Mallada era la presidenta de la empresa minera ha sido, asimismo, fuertemente cuestionada por parte de destacados dirigentes socialistas asturianos. En este sentido, el expresidente del Principado, ex delegado del Gobierno y exdiputado del PSOE, Antonio Trevín, puso en tela de juicio esa venta con una dura acusación que expresó durante una tertulia radiofónica en Cadena Ser Gijón, recogida por el diario La Nueva España, en la que también se encontraba la exdiputada del PP Carmen Rodríguez Maniega. Trevín llegó a asegurar que la entonces presidenta de Hunosa contravino el criterio mantenido por la Sociedad Estatal de Participaciones Industriales (SEPI) de no financiar el crédito para la empresa compradora. "Los economatos estaban tasados en 9 millones de euros y Mallada contravino la orden de no financiar el crédito a la empresa compradora", aseguró el exdiputado socialista. Los supermercados de Hunosa fueron adquiridos finalmente en 2,4 millones de euros por una empresa langreana.
El expresidente del Principado explicó que la SEPI dio orden a la presidenta de Hunosa de "no financiar el crédito a la empresa compradora a través de Sadim -filial de la hullera y también presidida por Mallada- y entonces eludió esa instrucción realizando la operación crediticia a través de otra sociedad, Sodeco, en la que igualmente estaba al frente la presidenta de Hunosa" y que está participada por otras entidades como el Gobierno autonómico.